# Уксун

Уксун — река в России, протекает в Ардатовском районе Республики Мордовия. Устье реки находится в 75 км по левому берегу реки Алатырь. Длина реки составляет 16 км, площадь бассейна — 61,8 км².
Исток реки расположен в лесу в 2 км к западу от кордона Большой Кузьминский и в 16 км к северо-западу от города Ардатов. Река течёт на юго-запад. На реке был расположен посёлок Скипидарка, ныне упразднённый. Через реку были переброшены 3 моста. Впадает в Алатырь напротив деревни Анютино.

## Данные водного реестра
По данным государственного водного реестра России относится к Верхневолжскому бассейновому округу, водохозяйственный участок реки — Алатырь от истока и до устья, речной подбассейн реки — Сура. Речной бассейн реки — (Верхняя) Волга до Куйбышевского водохранилища (без бассейна Оки).
По данным геоинформационной системы водохозяйственного районирования территории РФ, подготовленной Федеральным агентством водных ресурсов:
- Код водного объекта в государственном водном реестре — 08010500212110000038796
- Код по гидрологической изученности (ГИ) — 110003879
- Код бассейна — 08.01.05.002
- Номер тома по ГИ — 10
- Выпуск по ГИ — 0